# Miko Lee
Miko Lee (San Diego (Californië), 30 maart 1977) is een Amerikaanse pornoactrice van Vietnamese en Chinese afkomst.
Ze is bekend om haar borstvergroting die ze halverwege haar carrière heeft ondergaan en is eveneens bekend vanwege haar strakke figuur en ontelbare hardcore anale seks en lesbische scènes. Miko Lee is eveneens bekend om het feit dat ze "alles" doet voor de camera. Hoewel, het merendeel van haar films meer typisch Amerikaanse porno is. Sinds haar eerste pornofilm in 1999, heeft Miko Lee meer dan 150 pornofilms op haar naam staan, waarvan vele haar naam dragen in de titel van de film zoals Cruising With Miko Lee en My Plaything: Miko Lee. Later is er zelfs een interactieve dvd opgedragen aan Miko Lee.
Miko Lee leende haar stem aan het personage Natsuno in de hentai animatieserie Desert Island Story X.

## Citaten
- "...sex on film is different from my personal life. It’s more passionate and down to earth. There is more love and it’s sensual, more hugging and touching. On film it is more fucking, fucking and fucking."
- "I like everything. I like nasty sex. Hot, passionate sex is good. That’s what I like, hot passionate scenes."